# Ысык-Кол (футбольный клуб, 1992)
«Ысык-Кол» («Иссык-Куль») — киргизский футбольный клуб, представляющий город Каракол Иссык-Кульской области.

## Названия
- 1992-2002 — «Иссык-Куль».
- 2003 — «Кол-Тор».
- 2004-2011 — «Иссык-Куль».
- 2016 — «Наше».
- 2017 — «Бостери».
- 2018-н.в. — «Иссык-Куль».
- В 1993-2008 годах в первенствах и кубках Кыргызстана также выступала вторая команда из города Каракол:
  - 1993-1998 — ФК «Каракол».
  - 2003-2005 — ИГУ.
  - 2006-2008 — ФК «Каракол».

## История
Основан не позднее 1992 года, когда впервые принял участие в розыгрыше Кубка Кыргызстана. В 1993 году дебютировал в Высшей лиге Кыргызстана, заняв 9-е место среди 17 участников.
Также выступал в Высшей лиге в 2000 (последнее, 12-е место), 2003 (5-е место в предварительной группе) и 2011 (последнее, 6-е место, отказался от участия после первой половины чемпионата и в итоге прекратил существование) годах. В остальных сезонах играл в Первой или более низших лигах.
Клуб, выступавший в 2013 году в Высшей лиге под названием «Ысык-Кол», не имел к Караколу никакого отношения, а являлся переименованной бишкекской командой ФЦ-95.
В середине 2010-х годов был возрождён, в 2017 году выступал во Второй лиге под названием «Бостери». В 2018 году под названием «Иссык-Куль» стал серебряным призёром Северной зоны Первой лиги.

## Таблица выступлений
| Год  | Лига                  | Место | И  | В  | Н | П  | Мячи  |
| ---- | --------------------- | ----- | -- | -- | - | -- | ----- |
| 1993 | Высшая                | 9     | 32 | 11 | 5 | 16 | 56-66 |
| 2000 | Высшая                | 12    | 22 | 1  | 1 | 20 | 25-89 |
| 2003 | Высшая (зона «Север») | 5     | 20 | 10 | 2 | 8  | 39-40 |
| 2005 | Первая (зона «Север») | 5     | 22 | 11 | 3 | 8  | 51-39 |
| 2006 | Первая (зона «Север») | 5     | 18 | 10 | 1 | 7  | 26-12 |
| 2011 | Высшая                | 6     | 20 | 1  | 0 | 19 | 8-63  |
| 2018 | Первая (зона «Север») | 2     | 18 | 14 | 3 | 1  | 63-25 |

## Тренеры
- Кадыров Акбар М. (2011)
- Галкин Николай Викторович (2018)[1]